# Atole
El atole (del náhuatl atolli 'aguado', de atl agua y tol, diminutivo despectivo), conocido también como atol en algunas regiones; es una bebida de origen prehispánico consumida en Mesoamérica.
En su forma original es una cocción dulce de maíz en agua, en proporciones tales que al final de la cocción tenga una moderada viscosidad y que se sirve lo más caliente posible. El atole sirve de base para otra bebida, el chilate.
Es muy común que la bebida sea condimentada con especias aromáticas (cacao, vainilla, canela, anís, azahar, hojas de naranjo) y otros saborizantes (chocolate, jugo o pulpa de frutas dulces), para aumentar su degustabilidad.
Tradicionalmente se endulza con piloncillo, azúcar o miel. También suele prepararse con leche en lugar de agua. En la actualidad, se le puede encontrar con muchos sabores como son: fresa, vainilla, chocolate, guayaba, piña, zarzamora, ciruela, mango, coco, canela, nuez y queso.
Originalmente, se elaboraba únicamente a base de la masa de maíz, pero actualmente se prepara con harina de maíz o con fórmulas lista para hacer, a base de sémola de maíz, trigo o arroz.

## Historia
Los mexicas preparaban el atole simplemente hirviendo masa de maíz hasta espesar, condimentada con cacao, chiles y miel de abeja, ya que en la época no conocían otro endulzante. Hernán Cortés en sus Cartas de Relación lo distinguía como una bebida muy energética. Este estilo de atole no fue de particular gusto para los españoles, por lo que fue modificado agregándole leche o simplemente agua. Uno de los más tradicionales es el llamado champurrado, el cual se bate vigorosamente para darle una consistencia espumosa. Otro similar es el simple o blanco, hecho solo con agua y masa de maíz en el caso de darse como comida. Era común en la época virreinal, en la que se endulzara con piloncillo.

## Consumo
Los atoles muchas veces se toman con pan de sal o pan dulce, sobre todo bolillos o conchas.
Esta bebida es habitual y relativamente fácil de encontrar a la venta en comercios en las calles de varias ciudades de México y El Salvador, especialmente por las mañanas, donde suele ser el acompañante ideal de otro platillo: los tamales. 
También se puede preparar a base de arroz o trigo los cuales tienen una aplicación más enfocada a su uso medicinal, como el atole de arroz en agua, con canela y azúcar que sirve para estabilizar y dar líquidos al paciente que padece diarrea.
En Puebla, Oaxaca, Veracruz, Michoacán y otros estados del centro de México, se prepara un guiso llamado chileatole, de sabor salado y basado en chile, epazote, granos de elote y algunas otras especias. En ocasiones lleva carne o pollo.
Hay algunos países donde se suele preparar con hojuelas (copos) de avena (mayormente en Costa Rica, y Venezuela). En este caso se le conoce como atol de avena o simplemente "avena". Se suele sazonar con esencia de vainilla y canela.

## Refranes que usan el vocablo atole
La mayoría de estos refranes son de origen y uso mexicano, pero también se usan en otros países de habla hispana.
- Dar atole con el dedo: Significa embaucar, engañar, defraudar.
- Tienes atole en las venas: hace referencia a una persona que no reacciona "naturalmente" ante ciertas situaciones que requieren una respuesta más activa.Puede significar ser frío, flemático, o ser lento.
- Con la que entiende de atole, escoba y metate, con ésa cásate: Busca una esposa que sea hacendosa, que sepa cocinar y llevar un hogar. Esta recomendación se acostumbra en los pueblos y las zonas rurales.
- Más vale atole con risas que chocolate con lágrimas: Es preferible vivir pobre y feliz, que con lujos y desdichado.
- No se puede chiflar y beber atole: Mejor hacer cosa por cosa bien, que mucho al mismo tiempo, pero mal. Es parecido al refrán no se puede chiflar y comer pinole.
- Si con atolito vamos sanando, pues atolito vámosle dando: Si un método o comportamiento es efectivo, hay que seguirlo en lugar de inventar uno nuevo.
- Como dueño de mi atole, lo menearé con un dedo: Puedo hacer con lo mío lo que me plazca.
- Contigo la milpa es rancho y el atole champurrado: Contigo la vida me parece maravillosa.
- Está enfriando el atole: Cuando una persona está dormida y ronca, porque al sorber atole se asemeja el ruido de un ronquido.

## Ejemplos de atole en México

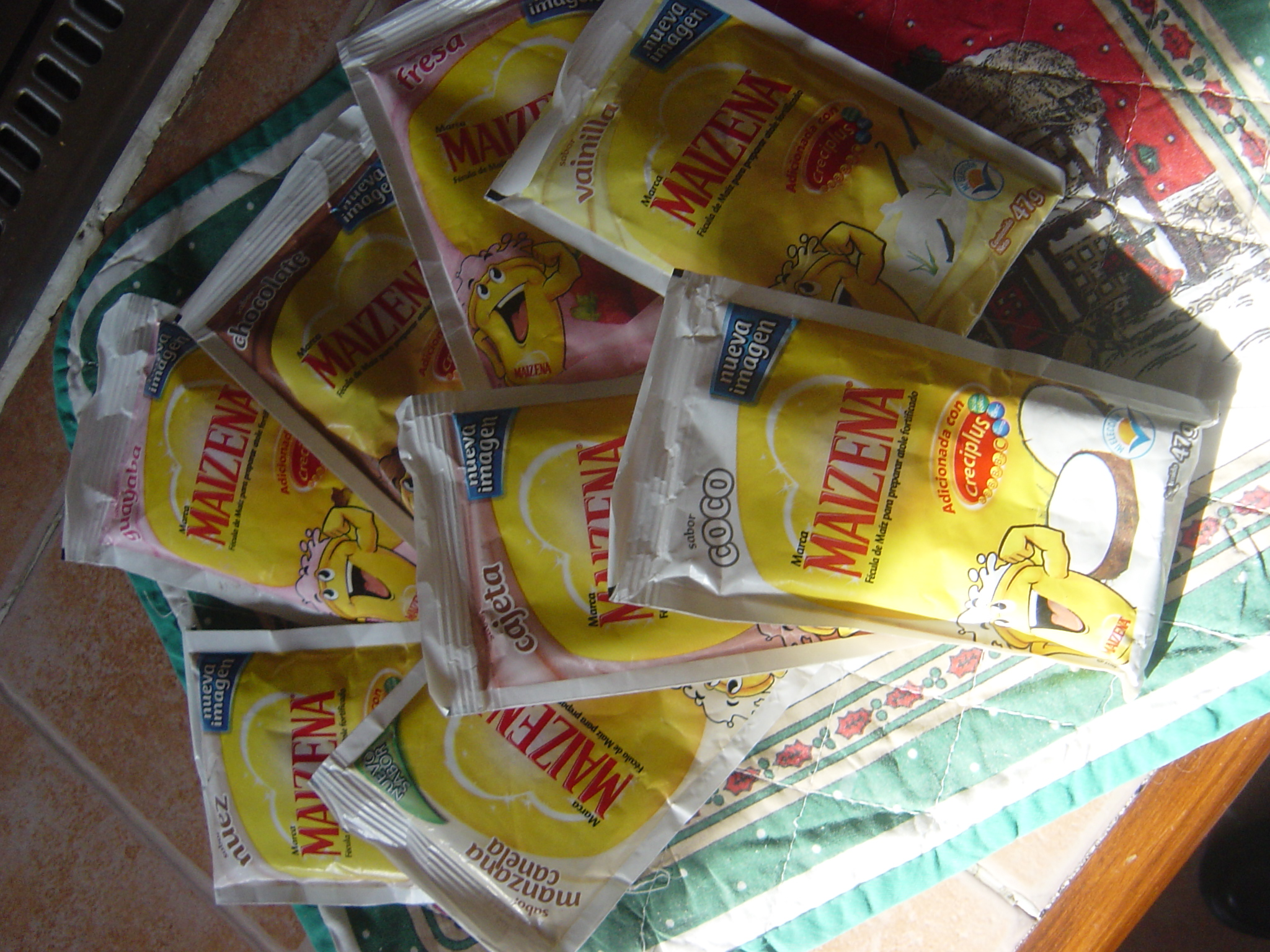
Harina especial para preparar atole de diferentes sabores.

- Atole blanco (la base de todos, hecho con nixtamal, sin azúcar u otros saborizantes)
- Atole negro (preparado con maíz negro fermentado condimentado con panil (solución hecha con chile y semillas de calabaza tostadas) y acompañado de calabaza de castilla caramelizada con piloncillo, originario de Gómez Farias, Jalisco)
- Atole champurrado (de chocolate)[3]
- Atole de pinole
- Atole de masa[3]
- Atole de arroz
- Atole de trigo[3]
- Atole de elote[3][4]
- Atole de almendra
- Atole de cacahuate[4]
- Atole de masa y frijol
- Atole de frijol con guayaba (también se pueden usar otras frutas)
- Atole de iguana[5]
- Atole de pepita chica (de Yucatán)
- Atole de maíz de teja
- Atole de changunga (de Uruapan, Michoacán)
- Atole de zitún (zarzamora) (de Uruapan, Michoacán)
- Atole de grano Michoacán
- Atole de guayaba
- Atole de aguamiel
- Atole colado de maíz (de Coalcomán, Michoacán)
- Atole de flor de San Juan
- Atole malarrabia
- Atole de naranja
- Atole de coyol (de coco)
- Atole de piña
- Atole de avellana
- Atole de chicozapote
- Atole de plátano
- Atole de mandarina
- Atole de panela (de Oaxaca)
- Atole de Teja (semillas de girasol)
- Nicuatole (de Oaxaca)
- Tanchucúa (de Yucatán)